# Голынские
Голынские (пол. Hołyński) — старинный литовский дворянский род.

## Происхождение и история рода
Ведёт начало от Семёна Голынского, владевшего имением Голынь в Новогрудском уезде с 1601 года. Потомство его записано в VI часть дворянской родословной книги Могилёвской губернии. Герб внесён в Часть 10 Общего гербовника дворянских родов Всероссийской империи, С. 30.
Другая ветвь Голынских, происходящая от Станислава Голынского, владевшего поместьем с 1624 года, записана в VI часть родословной книги Витебской губернии.
Третья ветвь, происходящая от жалованного «за многие службы» имением в 1684 году польским королём Яном III Николая Голынского, записана в VI часть родословной книги Подольской губернии.
Четвёртая — от Венедикта Ивановича Голынского (1736) — записана в I часть родословной книги Ковенской губернии.

## Описание герба
В щите, имеющем красное поле, изображены крестообразно четыре серебряных зубца, клямры называемые.
Щит увенчан дворянским шлемом и короной, на поверхности которой находятся такие же серебряные зубцы. Намёт на щите красный, подложен серебром.